# Sangramento após o coito
O sangramento após o coito refere-se ao sangramento vaginal que ocorre após o ato sexual, não estando relacionado à menstruação. Embora seja, geralmente, indolor, é acompanhado de dor em cerca de 15% dos casos. Além disso, as mulheres afetadas têm frequentemente sintomas de hemorragia uterina disfuncional, incluindo sangramento fora do período menstrual (metrorragia).
Entre as causas comuns, antes da menopausa, encontram-se casos de ectrópio cervical (33%); pólipos cervicais ou uterinos (5-18%); infecções, incluindo infecções sexualmente transmissíveis (IST); lesões e gravidez. Após a menopausa, a causa mais comum é a vaginite atrófica, podendo também ser um sinal precoce de cancro do colo do útero ou do endométrio (7-17%). Outras causas são a endometriose e o dispositivo intrauterino (DIU) mal posicionado. O diagnóstico pode envolver exames ginecológicos, teste de gravidez, recolha de exsudado e, por vezes, biópsia. Outros exames a realizar podem ser a ultrassonografia, o Papanicolau e a colposcopia.
O tratamento depende da causa. Deste modo, o ectrópio cervical pode ser tratado com a administração de nitrato de prata, enquanto os pólipos cervicais podem ser removidos. O tratamento de sintomas sem uma causa exata ocorre dentro de seis meses, em mais de metade dos casos. Caso a condição persista além disso, é aconselhável a consulta de um ginecologista. O sangramento após o ato sexual é relativamente comum, tendo afetado cerca de 5 a 10% das mulheres. Devido à correlação à violência sexual, tal deverá ser questionado.